# Södermanlands runinskrifter 91
Södermanlands runinskrifter 91 är en vikingatida runsten i Tidö i Hammarby socken som har varit försvunnen sedan 1600-talet, men återfanns 2018 under ett vägarbete. Runstenen avtecknades 1686 av Johan Peringskiöld.

## Inskriften
ᛁᚴᚢᛚᚠᛦ ᛬ ᛅᚢᚴ ᛬ ᚢᛅᛋᛅᛏᛁ ᛬ ᚱᛅᛁᛋᛏᚢ ᛬ ᛋᛏᛅᛁᚾ ᛬ ᚦᛅᚾᛋᛁ ᛫ ᛅᚠᛏᛁᛦ ᛬ ᛒᚢᚴᛅ ᛬ ᛅᚢᚴ ᛬ ᛋᛁᚴᛋᛏᛁᚾ ᛬ ᚦᚢᚦ ᚼᛁᛅᛚᛒᛁ ᛫ ᛋᛅᛚᚢ ᛬ ᚦᛁᛦᛁ ᛬
Translitterering av runraden:
[: ikulfʀ : auk : uasati : raistu : stain : þansi · aftiʀ : buka : auk : sikstin : þuþ hialbi · salu : þiʀi :]
Normalisering till runsvenska:
Ingulfʀ ok Viseti ræistu stæin þannsi æftiʀ Bugga ok Sigstæin. Guð hialpi salu þæiʀa.
Översättning till nusvenska:
Ingulv och Visäte reste denna sten efter Bugge och Sigsten. Gud hjälpe deras själ

## Translittereringen och översättningen
Ordet mellan de två namnen ᛒᚢᚴᛅ (buka) och ᛋᛁᚴᛋᛏᛁᚾ (sikstin) är omstritt. Peringskiölds avbildning från 1600-talet tolkar det som ᛅᛚᛁ (ali). I så fall är det ytterligare ett namn, så att texten läses "Bugge, Alle, Sigsten". Sveriges runinskrifter återger även denna tolkning. I ett tillägg som skrevs 1936 förmodas att det istället står ᛅᚢᚴ (auk). I så fall är det konjunktionen "och" som står mellan de två namnen "Bugge" och "Sigsten". När stenen återupptäcktes 2018 var detta en av sakerna som runforskaren Magnus Källström undersökte, och landade i att "och" är den mest sannolika läsningen.
Enligt Magnus Källström är den komplicerade flätningen kopierad från den närbelägna Sö Fv1986;218, eller kanske hade stenarna samma ristare.